# Léon-Paul Fargue
Léon-Paul Fargue (ur. 4 marca 1876 w Paryżu, zm. 24 listopada 1947 tamże) – francuski poeta, autor m.in. powieści poetyckiej Tancrède.
Jego wiersze zostały opublikowane w L'Art littéraire w 1894 r., a najważniejszy utwór, Tancrède, pojawił się w czasopiśmie Pan rok później. 
Jako przeciwnik surrealizmu został członkiem grupy symbolistów związanych z „Mercure de France”.
W swoich wierszach często uwieczniał Paryż, a w późniejszym okresie kariery napisał dwie książki o tym mieście: D'après Paris (1931) i Le piéton de Paris (1939), opublikował także swoje wspomnienia dotyczące słynnego kompozytora, Maurice'a Ravela, z którym się przyjaźnił.
Zmarł dwa lata po zakończeniu II wojny światowej, został pochowany na Cimetière du Montparnasse.